# Kesare, Hosanagara
Kesare là một làng thuộc tehsil Hosanagara, huyện Shimoga, bang Karnataka, Ấn Độ.